# Sancti Spíritus
Sancti Spíritus là thành phố thủ phủ của  tỉnh Sancti Spíritus ở trung bộ Cuba.  Sancti Spíritus,  theo tiếng Latinh có nghĩa là for "Linh hồn thần thánh", thành phố là một trong những thành phố được bảo tồn tốt nhất ở Caribe từ thời buôn bán đường.
Năm 2004, thành phố cóa dân số là 133.843. với diện tích 1.151 km2 (444 dặm vuông Anh), Mật độ dân số của thành phố là 116,3người/km² (301,2người/sq mi).

## hú thích
1. 1 2  Statoids (2003). "Municipios of Cuba". Truy cập ngày 7 tháng 10 năm 2007. {{Chú thích web}}: Đã bỏ qua tham số không rõ |tháng= (trợ giúp)
2. 1 2  Atenas.cu (2004). "2004 Population trends, by Province and Municipality". Bản gốc lưu trữ ngày 27 tháng 9 năm 2007. Truy cập ngày 7 tháng 10 năm 2007. {{Chú thích web}}: Đã bỏ qua tham số không rõ |= (trợ giúp) (tiếng Tây Ban Nha)